# Oberea fuscicollis
Oberea fuscicollis là một loài bọ cánh cứng trong họ Cerambycidae.